# Rock in a Hard Place
Rock in a Hard Place — седьмой студийный альбом американской хард-рок-группы Aerosmith, изданный 1 августа 1982 года на лейбле Columbia Records.

## Об альбоме
Это единственный диск «Смитов», в записи которого не участвовал гитарист Джо Перри (он ушёл из группы в 1979 году). Aerosmith потратили $ 1 500 000 на запись этого альбома.
Ритм-гитарист Брэд Уитфорд покинул группу в 1981 году, в период записи диска. Он был отмечен как «дополнительный музыкант», и его можно услышать только на треке «Lightning Strikes».
Также Rock in a Hard Place стал последним альбомом группы на лейбле Columbia Records, вплоть до 1997 года.
Несмотря на отрицательные отзывы музыкальной прессы, барабанщик Джоуи Крамер утверждал в автобиографии: «Альбом — не отстой. На нём есть очень хороший материал. Но это не „настоящий“ Aerosmith, это просто — я, Стивен и Том — с временными гитаристами. […] Это — Джимми Креспо, играющий на гитаре вместо Джо».
Одним из продюсеров альбома был Тони Бонджиови — двоюродный брат Джона Бон Джови.

## Список композиций
| №  | Название              | Автор(ы)                                | Длительность |
| -- | --------------------- | --------------------------------------- | ------------ |
| 1. | «Jailbait»            | Стивен Тайлер, Джимми Креспо, Рик Дюфаи | 4:38         |
| 2. | «Lightning Strikes»   | Тайлер, Креспо, Ричи Супа               | 4:26         |
| 3. | «Bitch’s Brew»        | Тайлер, Креспо                          | 4:14         |
| 4. | «Bolivian Ragamuffin» | Тайлер, Креспо                          | 3:32         |
| 5. | «Cry Me a River»      | Артур Гамильтон                         | 4:06         |

| №                   | Название                              | Автор(ы)                    | Длительность |
| ------------------- | ------------------------------------- | --------------------------- | ------------ |
| 6.                  | «Prelude to Joanie»                   | Тайлер                      | 1:21         |
| 7.                  | «Joanie’s Butterfly»                  | Тайлер, Креспо, Джек Дуглас | 5:35         |
| 8.                  | «Rock in a Hard Place (Cheshire Cat)» | Тайлер, Креспо, Дуглас      | 4:46         |
| 9.                  | «Jig Is Up»                           | Тайлер, Креспо              | 3:10         |
| 10.                 | «Push Comes to Shove»                 | Тайлер                      | 4:28         |
| Общая длительность: | Общая длительность:                   | Общая длительность:         | 40:16        |

Комментарии
- «Push Comes to Shove» — композиция о тогдашней девушке Тайлера — Терезе Бэррик (которая впоследствии стала его женой) и её сестре-близнеце Лизе.

## Участники записи
| Aerosmith - Стивен Тайлер — вокал, продюсер - Джимми Креспо — соло-гитара, бэк-вокал - Рик Дюфаи — ритм-гитара - Том Хэмилтон — бас-гитара - Джоуи Крамер — ударные приглашённые музыканты - Брэд Уитфорд — ритм-гитара на «Lightning Strikes» - Пол Харрис — фортепиано на «Push Comes to Shove» - Джон Тьюри — саксофон на «Rock in a Hard Place (Cheshire Cat)» - Райнхард Страуб — скрипка на «Joanie’s Butterfly» - Джон Ливано — акустическая гитара на «Joanie’s Butterfly» | технический персонал - Джек Дуглас — продюсер, дополнительный звукоинженер - Годфри Даймонд — главный звукоинженер - Тони Бонджиови — сопродюсер, дополнительный звукоинженер - Джон Агнелло — ассистент звукоинженера - Брюс Хенсэл — ассистент звукоинженера - Джим Сессоди — ассистент звукоинженера - Гэри Райнфасс — ассистент звукоинженера - Джош Эбби — ассистент звукоинженера - Малькольм Поллак — ассистент звукоинженера - Зои Йенекис — ассистент звукоинженера - Джордж Марино — мастеринг - Джерард Рознек — фотографии, визуальный стиль обложки |

## Хит-парады
Альбом
| Название чарта           | Наивысшая позиция | Пребывание в чарте | Источник(и)          |
| ------------------------ | ----------------- | ------------------ | -------------------- |
| RPM 100 Albums           | 24                | 14 недель          | [ 18 ] [ 19 ] [ 20 ] |
| Billboard Top LPs & Tape | 32                | 19 недель          | [ 21 ]               |

Синглы
| Год выпуска сингла  | Название чарта         | Наивысшая позиция   | Пребывание в чарте  | Источник(и)         |
| «Lightning Strikes» | «Lightning Strikes»    | «Lightning Strikes» | «Lightning Strikes» | «Lightning Strikes» |
| ------------------- | ---------------------- | ------------------- | ------------------- | ------------------- |
| 1982                | Mainstream Rock Tracks | 21                  | 9 недель            | [ 22 ]              |

## Сертификация
| Регион                                                      | Сертификация | Продажи  |
| ----------------------------------------------------------- | ------------ | -------- |
| США (RIAA)                                                  | Золотой      | 500 000^ |
| ^ Данные о тиражах приведены только на основе сертификации. |              |          |